# Rajkovac (gmina Topola)
Rajkovac (cyr. Рајковац) – wieś w Serbii, w okręgu szumadijskim, w gminie Topola. W 2011 roku liczyła 168 mieszkańców.